# Шведска на Светском првенству у атлетици на отвореном 2017.
Шведска је на Светском првенству у атлетици на отвореном 2017. одржаном у Лондону од 4. до 13. августа, учествовала шеснаести пут, односно учествовала је на свим првенствима до данас. Репрезентацију Шведске представљало 32 такмичара (15 мушкараца и 17 жена) који су се такмичили у 20 дисциплина (9 мушких и 11 женских).,
На овом првенству Шведска је по броју освојених медаља делио 31. место са 1 освојеном медаљом (1 сребрна).. Оборена су један национални рекорд, два лична и шест најбољих личних рекорда у сезони.
У табели успешности према броју и пласману такмичара који су учествовали у финалним такмичењима (првих 8 такмичара) Шведска је са 2 учесника у финалу делила 40. место са 8 бодова.
| Плас. | Земља   | 1. место | 2. место | 3. место | 4. место | 5. место | 6. место | 7. место | 8. место | Бр. финал. | Бод. |
| ----- | ------- | -------- | -------- | -------- | -------- | -------- | -------- | -------- | -------- | ---------- | ---- |
| =40.  | Шведска | 0        | 1        | 0        | 0        | 0        | 0        | 0        | 1        | 2          | 8    |

## Учесници
| Мушкарци: - Андреас Крамер — 800 м - Кале Берглунд — 1.500 м - Mikael Ekvall — Маратон - Дејвид Нилсон — Маратон - Наполеон Соломон — 3.000 м препреке - Емил Блондберг — 3.000 м препреке - Персеус Карлстром — Ходање 20 км - Анатол Ибањез — Ходање 20 км - Андерс Хансон — Ходање 50 км - Арманд Дуплантис — Скок мотком - Михел Торнеус — Скок удаљ - Данијел Стол — Бацање диска - Симон Петерсон — Бацање диска - Никлас Архениус — Бацање диска - Фредрик Самуелсон — Десетобој | Жене: - Хана Хермансон — 800 м - Ловиса Линд — 800 м - Мераф Бахта — 1.500 м - Сара Лахти — 5.000 м, 10.000 м - Лиза Ринг — Маратон - Луиз Викер — Маратон - Марија Ларсон — 3.000 м препреке - Шарлота Фовгберг — 3.000 м препреке - Sofie Skoog — Скок увис - Ерика Кинси — Скок увис - Ангелика Бенгтсон — Скок мотком - Лиса Гунарсон — Скок мотком - Михаела Мејер — Скок мотком - Khaddi Sagnia — Скок удаљ - Фани Рос — Бацање кугле - Ида Сторм — Бацање кладива - Маринда Петерсон — Бацање кладива |  |

## Освајачи медаља (1)

### сребро (1)
- Данијел Стол — Бацање диска

## Резултати

### Мушкарци
| Атлетичар         | Дисциплина       | Лични рекорд | Квалификације     | Квалификације     | Полуфинале           | Полуфинале           | Финале                | Финале        | Детаљи |
| Атлетичар         | Дисциплина       | Лични рекорд | Резултат          | Место             | Резултат             | Место                | Резултат              | Место         | Детаљи |
| ----------------- | ---------------- | ------------ | ----------------- | ----------------- | -------------------- | -------------------- | --------------------- | ------------- | ------ |
| Андреас Крамер    | 800 м            | 1:45,13      | 1:45,98 КВ        | 2. у гр. 1        | 1:46,25              | 6. у гр. 3           | Нису се квалификовали | 11 / 44 (49)  |        |
| Кале Берглунд     | 1.500 м          | 3:36,60      | 3:39,62 (.619) кв | 9. у гр. 3        | 3:40,05              | 11. у гр. 2          | Нису се квалификовали | 11 / 41 (45)  |        |
| Mikael Ekvall     | Маратон          | 2:12:07      |                   |                   |                      |                      | 2:18:12 ЛРС           | 32 / 71 (100) |        |
| Дејвид Нилсон     | Маратон          | 2:15:40      | 2:22:53           | 52 / 71 (100)     |                      |                      |                       |               |        |
| Наполеон Соломон  | 3.000 м препреке | 8:28,86      | 8:35,95           | 9. у гр. 3        |                      |                      | Није се квалификовао  | 29 / 44 (45)  |        |
| Емил Блондберг    | 3.000 м препреке | 8:32,27      | Није завршио трку | Није завршио трку | Није се квалификовао | Није се квалификовао |                       |               |        |
| Персевс Карлстром | 20 км ходање     | 1:19:11      |                   |                   |                      |                      | 1:23:36               | 37 / 58 (64)  |        |
| Анатол Ибањез     | 20 км ходање     | 1:20:54      | 1:24:23 ЛРС       | 44 / 58 (64)      |                      |                      |                       |               |        |
| Андерс Хансон     | 50 км ходање     | 3:58:42      | 3:58:00 ЛР        | 28 / 33 (49)      |                      |                      |                       |               |        |
| Арманд Дуплантис  | Скок мотком      | 5,90 НР      | 5,70 кв           | 5. у гр. А        |                      |                      | 5,50                  | 9 / 26 (30)   |        |
| Михел Торнеус     | Скок удаљ        | 8,44 НР      | 8,07 КВ           | 4. у гр. А        | 8,18                 | 8 / 31 (32)          |                       |               |        |
| Данијел Стол      | Бацање диска     | 71,29        | 67,64 КВ          | 1. у гр. А        | 69,19                |                      |                       |               |        |
| Симон Петерсон    | Бацање диска     | 64,88        | 63,69 кв          | 3. у гр. Б        | 60,39                | 11 / 30 (32)         |                       |               |        |
| Никлас Архениус   | Бацање диска     | 66,22        | 58,91             | 11. у гр. А       | Није се квалификовао | 24 / 30 (32)         |                       |               |        |

#### Десетобој
| Дисциплина    | Фредрик Самуелсон | Фредрик Самуелсон | Фредрик Самуелсон | Фредрик Самуелсон | Фредрик Самуелсон | Фредрик Самуелсон |
| Дисциплина    | Лич. рек.         | Резултат          | Бод.              | Плас.             | Укупно            | Плас.             |
| ------------- | ----------------- | ----------------- | ----------------- | ----------------- | ----------------- | ----------------- |
| 100 м         | 10,81             | 11,24             | 808               | 27.               | 808               | 27.               |
| Скок удаљ     | 7,81              | 7,11              | 840               | 24.               | 1.648             | 27.               |
| Бацање кугле  | 14,40             | 13,82             | 717               | 20.               | 2.365             | 26.               |
| Скок увис     | 2,07              | НС                |                   |                   |                   |                   |
| 400 м         | 53,96             |                   |                   |                   |                   |                   |
| 110 м препоне | 14,10             |                   |                   |                   |                   |                   |
| Бацање диска  | 43,21             |                   |                   |                   |                   |                   |
| Скок мотком   | 5,00              |                   |                   |                   |                   |                   |
| Бацање копља  | 59,10             |                   |                   |                   |                   |                   |
| 1.500 м       | 4:34,12           |                   |                   |                   |                   |                   |
| Десетобој     | 8.172             |                   |                   |                   | НЗ                |                   |

### Жене
| Атлетичарка       | Дисциплина       | Лични рекорд | Квалификације       | Квалификације       | Полуфинале                               | Полуфинале            | Финале                | Финале                | Детаљи |
| Атлетичарка       | Дисциплина       | Лични рекорд | Резултат            | Место               | Резултат                                 | Место                 | Резултат              | Место                 | Детаљи |
| ----------------- | ---------------- | ------------ | ------------------- | ------------------- | ---------------------------------------- | --------------------- | --------------------- | --------------------- | ------ |
| Хана Хермансон    | 800 м            | 2:00,94      | 2:01,25 кв          | 3. у гр. 1          | 2:00,43 ЛР                               | 6. у гр. 3            | Није се квалификовала | 12 / 45 (47)          |        |
| Ловиса Линд       | 800 м            | 1:58,77 НР   | Није стартовала     | Није стартовала     | Није се квалификовала                    | Није се квалификовала | Није се квалификовала | Није се квалификовала |        |
| Мераф Бахта       | 1.500 м          | 4:00,59      | 4:03,23 КВ          | 2. у гр. 3          | 4:04,04 КВ                               | 2. у гр. 2            | 4:04,76               | 9 / 43 (44)           |        |
| Сара Лахти        | 5.000 м          | 15:10,76     | Није стартовала     | Није стартовала     |                                          |                       | Није се квалификовала | Није се квалификовала |        |
| Сара Лахти        | 10.000 м         | 15:10,76     |                     |                     |                                          |                       | Није завршила трку    | Није завршила трку    |        |
| Лиза Ринг         | Маратон          | 2:37:27      | 2:48:39             | 60 / 78 (92)        | Архивирано на веб-сајту (4. август 2018) |                       |                       |                       |        |
| Луиз Викер        | Маратон          | 2:36:39      | Није завршила трку  | Није завршила трку  | Архивирано на веб-сајту (4. август 2018) |                       |                       |                       |        |
| Марија Ларсон     | 3.000 м препреке | 9:39,96      | 9:48,13             | 9. у гр. 2          |                                          |                       | Нису се квалификовале | 23 / 40 (41)          |        |
| Шарлота Фовгберг  | 3.000 м препреке | 9:23,96 НР   | 10:21,21            | 13. у гр. 1         | 39 / 40 (41)                             |                       | Нису се квалификовале |                       |        |
| Sofie Skoog       | Скок увис        | 1,94         | 1,89                | 10. у гр Б          | 18 / 29 (30)                             |                       | Нису се квалификовале |                       |        |
| Ерика Кинси       | Скок увис        | 1,97         | 1,85                | 10. у гр. А         | 21 / 29 (30)                             |                       | Нису се квалификовале |                       |        |
| Ангелика Бенгтсон | Скок мотком      | 4,70 НР      | 4,55 кв             | 5. у гр. Б          | 4,55                                     | 10 / 24 (31)          |                       |                       |        |
| Лиса Гунарсон     | Скок мотком      | 4,55         | 4,35                | 9. у гр. А          | Није се квалификовала                    | 17 / 24 (31)          |                       |                       |        |
| Михаела Мејер     | Скок мотком      | 4,71         | без исправног скока | без исправног скока | Није се квалификовала                    | Није се квалификовала |                       |                       |        |
| Khaddi Sagnia     | Скок удаљ        | 6,78         | 6,42                | 7. у гр. Б          | Нису се квалификовале                    | 16 / 30               |                       |                       |        |
| Фани Рос          | Бацање кугле     | 18,16        | 17,31               | 11. у гр Б          | Нису се квалификовале                    | 20 / 30 (31)          |                       |                       |        |
| Ида Сторм         | Бацање кладива   | 71,52 НР     | 67,39               | 8. у гр. А          | Нису се квалификовале                    | 17 / 30 (32)          |                       |                       |        |
| Маринда Петерсон  | Бацање кладива   | 70,01        | 66,46               | 11. у гр Б          | Нису се квалификовале                    | 20 / 30 (32)          |                       |                       |        |